# Marco Beltrami
Marco Edward Beltrami (7 d'octubre de 1966, Long Island, Nova York) és un compositor de cinema estatunidenc d'origen italià que ha creat més de 40 bandes sonores especialitzat en el gènere de thriller de terror. L'any 2007 era nominat a l'Oscar a la millor banda sonora per El tren de les 3:10.
Va néixer a Itàlia però s'educà a Long Island, Nova York, on els seus pares van emigar al començament dels anys 1970. Es gradua a la Brown University de Rhode Island, i després de passar un cert temps a Venècia treballant amb l'eminent compositor clàssic Luigi Nono, estudia a la Yale School of Music en el seu retorn als USA amb Jacob Druckman, i poc després es trasllada a l'oest a USC a Los Angeles, on estudia amb Jerry Goldsmith entre d'altres.
Després de diverses composicions clàssiques i de posar música a pel·lícules d'estudiants d'USC, Beltrami escriu el 1994 el seu primer treball seriós al cinema, el thriller Death Match per al director Joe Coppolletta. Però aconsegueix un nivell més alt d'aclamació pública el 1996 quan escriu la banda sonora per l'èxit de taquilla de Wes Craven: Scream.
Des de llavors, Beltrami ha treballat sobretot per al gènere de thriller de terror, amb les seqüeles de Scream i pel·lícules d'èxit com Mimic (1997), The Faculty (1998), Dracula 2000 (2000), Joc assassí (2000), Angel Eyes (2001), Resident Evil (2002, junt amb Marilyn Manson), Blade 2 (2002), Hellboy (2004) i Jo, robot (2004).
L'any 2005 i 2006 han estat molt productius amb els següents treballs: xXx: State of the Union, The Three Burials of Melquiades Estrada, Red Eye, Underworld: Evolution, i The Omen.
Fou nominat a l'Emmy per David and Lisa (1998), que indica un desig de recórrer a altres gèneres més enllà de l'habitual.

## Filmografia
- 1994: Death Match
- 1994: Love Street
- 1994: The Bicyclist
- 1995: Land's End
- 1996: Inhumanoid
- 1996: Scream
- 1996: The Incorporated
- 1996: The Whispering
- 1997: Mimic
- 1997: Scream 2
- 1997: Stranger In My Home
- 1998: 54
- 1998: David and Lisa
- 1998: Halloween: 20 Years Later (H20)
- 1998: Nightwatch
- 1998: The Faculty
- 1998: The Florentine
- 1999: Deep Water
- 1999: Minus Man, The
- 1999: Tuesdays With Morrie
- 2000: The Practice
- 2000: Dracula 2000
- 2000: Goodbye Casanova
- 2000: Scream 3
- 2000: The Crow: Salvation
- 2000: Joc assassí (The Watcher)
- 2000: Walking Across Egypt
- 2001: Mirada d'àngel (Angel Eyes)
- 2001: Joy Ride
- 2002: Blade 2
- 2002: Glory Days
- 2002: Halloween: Resurrection
- 2002: I Am Dina
- 2002: Resident Evil
- 2002: La perillosa vida dels Altar Boys (The Dangerous Lives of Altar Boys)
- 2002: The First $20 Million Is Always the Hardest
- 2003: Dracula II: Ascension
- 2003: Terminator 3: Rise of the Machines
- 2004: Hellboy
- 2004: Jo, robot (I, Robot)
- 2004: The Flight of the Phoenix
- 2005: Cursed
- 2005: Red Eye
- 2005: The Three Burials of Melquiades Estrada
- 2005: xXx: State of the Union
- 2006: The Omen
- 2006: Underworld: Evolution
- 2007: El tren de les 3:10 (3:10 to Yuma)
- 2018: Un lloc tranquil (A Quiet Place)